# 抽葶藁本
抽葶藁本（学名：Ligusticum scapiforme）是伞形科藁本属的植物，是中国的特有植物。分布在中国大陆的云南、四川等地，生长于海拔2,700米至3,800米的地区，多生长在灌丛以及草甸，目前已由人工引种栽培。